# Canton de Bourg-en-Bresse-2
Le canton de Bourg-en-Bresse-2 est une circonscription électorale française située dans le département de l'Ain en région Auvergne-Rhône-Alpes, créée par le décret du 13 février 2014 et entrée en vigueur lors des élections départementales de 2015.

## Histoire
Un nouveau découpage territorial de l'Ain (département) entre en vigueur à l'occasion des élections départementales de mars 2015, défini par le décret du 13 février 2014, en application des lois du 17 mai 2013 (loi organique 2013-402 et loi 2013-403). Les conseillers départementaux sont, à compter de ces élections, élus au scrutin majoritaire binominal mixte. Les électeurs de chaque canton élisent au Conseil départemental, nouvelle appellation du Conseil général, deux membres de sexe différent, qui se présentent en binôme de candidats. Les conseillers départementaux sont élus pour six ans au scrutin binominal majoritaire à deux tours, l'accès au second tour nécessitant 12,5 % des inscrits au premier tour. En outre la totalité des conseillers départementaux est renouvelée. Ce nouveau mode de scrutin nécessite un redécoupage des cantons dont le nombre est divisé par deux avec arrondi à l'unité impaire supérieure si ce nombre n'est pas entier impair, assorti de conditions de seuils minimaux. Dans l'Ain, le nombre de cantons passe ainsi de 43 à 23.
Le canton de Bourg-en-Bresse-2 est formé de communes des anciens cantons de Péronnas (2 communes) et de Viriat (1 commune) et d'une fraction de Bourg-en-Bresse. Le canton est entièrement inclus dans l'arrondissement de Bourg-en-Bresse. Le bureau centralisateur est situé à Bourg-en-Bresse.

## Représentation
| Période élective | Période élective | Mandat | Mandat   | Identité        | Nuance | Nuance | Qualité |
| ---------------- | ---------------- | ------ | -------- | --------------- | ------ | ------ | --- |
| 2015             | 2021             | 2015   | 2021     | Hélène Cédileau |        | DVD    | Cadre territoriale Maire de Péronnas Vice-présidente déléguée aux sports                                                                                     |
| 2015             | 2021             | 2015   | 2021     | Pierre Lurin    |        | LR     | Chef d’entreprise Conseiller municipal de Bourg-en-Bresse (jusqu'en 2020) Vice-Président délégué aux finances, à la commande publique et aux moyens généraux |
| 2021             | 2028             | 2021   | en cours | Hélène Cédileau |        | DVD    | Conseillère sortante Vice-présidente déléguée aux ressources humaines et aux sports                                                                          |
| 2021             | 2028             | 2021   | en cours | Pierre Lurin    |        | LR     | Conseiller sortant Vice-président délégué aux finances, aux bâtiments et aux moyens généraux                                                                 |

### Résultats détaillés

#### Élections de mars 2015
À l'issue du premier tour des élections départementales de 2015, deux binômes sont en ballottage : Hélène Cédileau et Pierre Lurin (Union de la Droite, 36,79 %) et Cécile Bernard et Michel Fontaine (Union de la Gauche, 35,77 %). Le taux de participation est de 50,13 % (8 674 votants sur 17 303 inscrits) contre 48,99 % au niveau départemental et 50,17 % au niveau national.
Au second tour, Hélène Cédileau et Pierre Lurin (Union de la Droite) sont élus avec 53,13 % des suffrages exprimés et un taux de participation de 51,02 % (4 409 voix pour 8 828 votants et 17 304 inscrits).

#### Élections de juin 2021
Le premier tour des élections départementales de 2021 est marqué par un très faible taux de participation (33,26 % au niveau national). Dans le canton de Bourg-en-Bresse-2, ce taux de participation est de 33,26 % (5 864 votants sur 17 630 inscrits) contre 31,48 % au niveau départemental. À l'issue de ce premier tour, deux binômes sont en ballottage : Patrick Bouvard et Isabelle Maistre (Union à gauche avec des écologistes, 44,61 %) et Hélène Cédileau et Pierre Lurin (Union au centre et à droite, 40,78 %).
Le second tour des élections est marqué une nouvelle fois par une abstention massive équivalente au premier tour. Les taux de participation sont de 34,3 % au niveau national, 31,83 % dans le département et 36,12 % dans le canton de Bourg-en-Bresse-2. Hélène Cédileau et Pierre Lurin (Union au centre et à droite) sont élus avec 51,89 % des suffrages exprimés (3 179 voix pour 6 369 votants et 17 632 inscrits),.

## Composition
Le canton de Bourg-en-Bresse-2 comprend :
| Nom                                     | Code Insee | Intercommunalité                | Superficie (km2) | Population (dernière pop. légale)                | Densité (hab./km2) | Modifier                                    |
| --------------------------------------- | ---------- | ------------------------------- | ---------------- | ------------------------------------------------ | ------------------ | ------------------------------------------- |
| Bourg-en-Bresse (bureau centralisateur) | 01053      | CA du Bassin de Bourg-en-Bresse | 23,86            | Fraction : 13 207 (2022) Commune : 42 065 (2022) | 1 763              | modifier les données · modifier les données |
| Péronnas                                | 01289      | CA du Bassin de Bourg-en-Bresse | 17,55            | 6 437 (2022)                                     | 367                | modifier les données · modifier les données |
| Saint-Denis-lès-Bourg                   | 01344      | CA du Bassin de Bourg-en-Bresse | 12,58            | 6 078 (2022)                                     | 483                | modifier les données · modifier les données |
| Saint-Rémy                              | 01385      | CA du Bassin de Bourg-en-Bresse | 7,38             | 922 (2022)                                       | 125                | modifier les données · modifier les données |
| Canton de Bourg-en-Bresse-2             | 0106       |                                 |                  | 26 644 (2022)                                    |                    | modifier les données                        |

Limite du canton dans la commune de Bourg-en-Bresse

La partie de la commune de Bourg-en-Bresse située à l'ouest et au sud d'une ligne définie par l'axe des voies et limites suivantes : depuis la limite territoriale de la commune de Saint-Denis-lès-Bourg, ligne de chemin de fer Bourg-Mâcon, avenue des Anciens-Combattants, boulevard Paul-Bert jusqu'à la place Perrier-Labalme, avenue Jean-Marie-Verne, rue de la Fraternité, rue Amédée-Fornet, rue Alfred-de-Vigny, avenue Jean-Marie-Verne, boulevard Paul-Valéry, rue Tony-Ferret, boulevard de Brou, ligne de chemin de fer Bourg-Bellegarde jusqu'à son intersection avec la rivière Reyssouze, cours d'eau Reyssouze jusqu'à la limite territoriale de la commune de Montagnat.

## Démographie
En 2022, le canton comptait 26 644 habitants, en évolution de +3,72 % par rapport à 2016 (Ain : +5,15 %, France hors Mayotte : +2,11 %).
| 2013   | 2018   | 2022   |
| ------ | ------ | ------ |
| 27 974 | 25 779 | 26 644 |